# Teucholabis amblyphallos
Teucholabis amblyphallos är en tvåvingeart som beskrevs av Alexander 1966. Teucholabis amblyphallos ingår i släktet Teucholabis och familjen småharkrankar. Inga underarter finns listade i Catalogue of Life.